# Estuaire de la Canche, dunes picardes plaquées sur l'ancienne falaise, forêt d'Hardelot et falaise d'Equihen
Estuaire de la Canche, dunes picardes plaquées sur l'ancienne falaise, forêt d'Hardelot et falaise d'Equihen este o arie protejată (sit de importanță comunitară — SCI) din Franța întinsă pe o suprafață de 1.661 ha, integral pe uscat.

## Localizare
Centrul sitului Estuaire de la Canche, dunes picardes plaquées sur l'ancienne falaise, forêt d'Hardelot et falaise d'Equihen este situat la coordonatele 50°36′17″N 1°35′39″E / 50.60472°N 1.59417°E.

## Înființare
Situl Estuaire de la Canche, dunes picardes plaquées sur l'ancienne falaise, forêt d'Hardelot et falaise d'Equihen a fost declarat arie specială de conservare în baza directivei 92/43 din 1992 referitoare la conservarea habitatelor naturale și a faunei și florei sălbatice pentru a proteja 1 specie de plante și 8 specii de animale.

## Biodiversitate
Situată în ecoregiunea atlantică, aria protejată conține 32 de habitate naturale: Dune mobile cu vegetație embrionară, Dune mobile de-a lungul țărmului cu Ammophila arenaria („dune albe”), Dune de coastă fixe cu vegetație erbacee („dune gri”), Dune cu Salix repens ssp. argentea (Salicion arenariae), Dune împădurite din regiunile atlantică, continentală și boreală, Depresiuni intradunale umede, Ape puternic oligomezotrofe cu vegetație bentonică cu Chara spp., Pajiști cu Molinia pe soluri calcaroase, turboase sau argilos-nămoloase (Molinion caeruleae), Fânețe de joasă altitudine (Alopecurus pratensis, Sanguisorba officinalis), Păduri aluvionare cu Alnus glutinosa și Fraxinus excelsior (Alno-Padion, Alnion incanae, Salicion albae), Vegetație anuală la limita mareei, Mlaștini împădurite, Formațiuni ierboase bogate în specii de Nardus, dezvoltate pe substraturi silicioase în zone montane (și în zone submontane, în Europa continentală), Ape stătătoare oligotrofe până la mezotrofe, cu vegetație de Littorelletea uniflorae și/sau de Isoëto-Nanojuncetea, Vegetație perenă pe țărmurile stâncoase, Lacuri eutrofice naturale cu vegetație de tip Magnopotamion sau Hydrocharition, Pajiști uscate seminaturale și facies de acoperire cu tufișuri pe substraturi calcaroase (Festuco-Brometalia) (* situri importante pentru orhidee), Păduri de fag Asperulo-Fagetum, Păduri acidofile de stejar bătrân cu Quercus robur pe câmpii nisipoase, Mlaștini turboase de tranziție și turbării mișcătoare, Mlaștini alcaline, Păduri de fag acidofile atlantice, cu subarboret de Ilex și, uneori, de asemenea, Taxus, la nivelul arbuștilor (Quercion robori-petraeae sau Ilici-Fagenion), Dune cu Hyppophaë rhamnoides, Liziere de ierburi înalte hidrofile de câmpie și de nivel montan până la alpin, Ape oligotrofe din câmpii nisipoase, cu un conținut foarte redus de minerale (Littorelletalia uniflorae), Recifuri, Dune fixe decalcificate atlantice (Calluno-Ulicetea), Estuare, Terase mlăștinoase și terase nisipoase neacoperite de apă la reflux, Faleze cu vegetație de pe coastele atlantice și baltice, Salicornia și alte specii anuale care populează regiunile mlăștinoase și nisipoase, Pășuni atlantice udate de apa mării (Glauco-Puccinellietalia maritimae).
La baza desemnării sitului se află mai multe specii protejate:
- plante (1): moșișoare (Liparis loeselii)
- amfibieni (1): triton cu creastă (Triturus cristatus)
- mamifere (4): Halichoerus grypus, liliac cărămiziu (Myotis emarginatus), focă obișnuită (Phoca vitulina), liliacul mare cu potcoavă (Rhinolophus ferrumequinum)
- nevertebrate (3): Coenagrion mercuriale, Euplagia quadripunctaria, Vertigo angustior

Pe lângă speciile protejate, pe teritoriul sitului au mai fost identificate 115 specii de plante, 6 specii de mamifere.